# Улица Героев Севастополя (Севастополь)
Улица Героев Севастополя — одна из старейших улиц Севастополя, расположена в Нахимовском районе, между площадью Ревякина и улицей Адмирала Макарова.

## История
Улица появилась с конца XVIII века, когда на берегу Корабельной стороны стали селиться простые рабочие и люди, которые работали на Черноморский флот. Так на этом месте появилась Корабельная слободка, которая со временем стала доходить до Малахова кургана. Верхняя часть дороги (от Лазаревских казарм) называлась Малаховым проспектом, в честь Михаила Михайловича Малахова, который имел большой авторитет и уважение среди жителей города, а нижняя часть — Корабельным спуском.
Впервые улица на этом месте появилась на генеральном плане 1851 году. Она называлась Малахов проспект. В начале XX века на проспекте был построен почтовое отделение.
В 1912 году частью проспекта начал ходить трамвай (поворачивал на современную улицу Розы Люксембург). Трамвайный парк был полностью разрушен в годы Великой Отечественной войны и после войны не восстанавливался.
После Гражданской войны, решением Севастопольского ревкома от 3 января 1921 Малахов проспект переименовали в проспект 25 Октября. Такое название улица имела до 22 декабря 1954 года, когда ей вернули прежнее название, но ненадолго, уже 15 февраля 1958 приняли переименовать Малахов проспект в проспект Героев Севастополя, в честь сорокалетия советской армии и флота.
16 апреля 1968 года в проспект Героев Севастополя был включён Корабельный спуск, и новая единая центральная магистраль Корабельной стороны стала называться улицей Героев Севастополя.

## Памятники архитектуры и истории
На улице Героев Севастополя расположено много зданий и памятников XIX века:
- Лазаревские казармы — здания середины XIX столетия (ныне Черноморский филиал МГУ)
- Школа № 6 — одна из старейших школ города (основана 1890 г.)
- Малахов курган — музей под открытым небом (первая оборона города в 1854—1855 г.)

- Лазаревские казармы (ул.Героев Севастополя, 7)
- школа № 6, построенная в 1890 году (ул.Героев Севастополя, 15)
- подземный переход на остановке «Матрос Кошка» — один из двух в городе
- Памятник Матросу Кошке
- Памятник подводникам
- Здание Бани (ул.Героев Севастополя, 17)
- Декоративный фонтан на фасаде бане
- Площадь перед Малаховым курганом (ул.Героев Севастополя, 27)

.